# Joseph Salzgeber

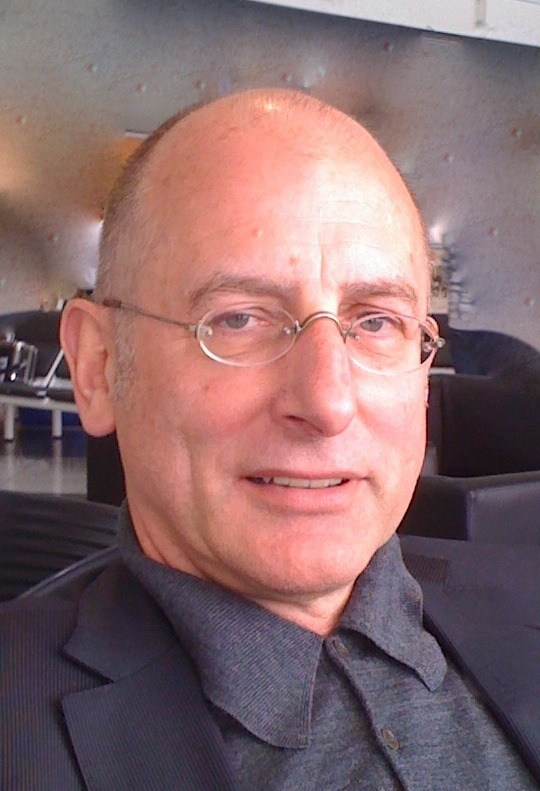
Joseph Salzgeber (2010)

Joseph Salzgeber (* 2. September 1950 in München) ist ein deutscher Diplom-Psychologe und Sachverständiger. Er erstellt Gutachten im Auftrag von Gerichten, darunter familienrechtspsychologische Gutachten.

## Werdegang
Salzgeber erwarb das 1. Staatsexamen für das Lehramt an Grund- und Hauptschulen an der Universität München im Jahre 1976. Es folgte darauf ein Studium der Psychologie an der Universität Regensburg bei Klaus Grossmann, an der University of Colorado Boulder und der Universität München mit dem Abschluss Diplom-Psychologe 1981. Er ist Fachpsychologe für Rechtspsychologie (DBP/DGP). 1986 vergab ihm die Stadt München die Heilpraktikererlaubnis. 1988 wurde er öffentlich beeidigter und bestellter Sachverständiger für Forensische Psychologie durch die Regierung von Oberbayern. Die erste Promotion erfolgte an der Universität Tübingen 1989. Einen weiteren Doktorgrad erwarb er an der Universität Prag 1995.
Salzgeber gründete 1982 die Gesellschaft für wissenschaftliche Gerichts- und Rechtspsychologie (GWG) als GbR mit Sitz in München, die ihren Tätigkeitsschwerpunkt in Bayern hat. Mittlerweile firmiert sie als „GWG-Salzgeber und Partner“ und ist im Partnerschaftsregister München eingetragen.
Salzgeber ist seit Gründung Teilnehmer und Mitautor der Arbeitsgruppe Familienrechtliche Gutachten 2019, und zwar als Vertreter des Deutschen Familiengerichtstag (DFGT) und zeitweise der Deutschen Gesellschaft für Psychologie (DGPs). Diese Arbeitsgruppe erarbeitet die Mindestanforderungen an die Qualität von Sachverständigengutachten im Kindschaftsrecht.

## Publikationen (Auswahl)
- Familienpsychologische Gutachten: Rechtliche Vorgaben und sachverständiges Vorgehen. (8. Auflage 2024 ISBN 978-3-406-73986-6), Beck-Verlag.
- Arbeitsbuch familienpsychologische Gutachten: Arbeitshilfen für ein sachverständiges Vorgehen bei der familienrechtspsychologischen Begutachtung, 2018 und zweite Auflage 2022.
- Familienpsychologische Begutachtung: Rechtliche und ethische Rahmenbedingungen des psychologisch-diagnostischen Prozesses bei familiengerichtlichen Fragestellungen zu Sorge- und Umgangsregelungen. 1989
- Renate Niesel, Joseph Salzgeber: Eltern bleiben Eltern. Hilfen für Kinder bei Trennung und Scheidung. 1990
- Der psychologische Sachverständige im Familiengerichtsverfahren. 2001

- als Mitautor: Mindestanforderung an die Qualität von Sachverständigengutachten im Kindschaftsrecht. 2. Auflage. Deutscher Psychologen Verlag, Berlin 2019, ISBN 978-3-942761-37-6 (Digitalisat [PDF; 157 kB; abgerufen am 31. Januar 2023] gemeinsam mit anderen).

- Co-Parenting: Betreuungsmodell nach einer Trennung. In: Volbert/Huber/Jacob/Kannegießer (Hrsg.) 2020. Empirische Grundlagen der familienrechtlichen Begutachtung, 73.
- Sorgerechtsgutachten in der gerichtlichen Praxis. In: W. Schulz & J. Hauß (Hrsg.), Familienrecht, Handkommentar 3. Auflage (S. 1989–2024). Baden-Baden: Nomos.f

- Familienpsychologische Begutachtung im Familienrecht aus anderen Anlässen, in: T. Bliesner/F.Lösel/G.Köhnken (Hrsg.) Lehrbuch Rechtspsychologie, Huber, 310–328.
- Der psychologische Sachverständige im Familienrecht. In: H. Kury & J. Obergfell-Fuchs (Hrsg.), Rechtspsychologie: Ein Lehrbuch für Studium und Praxis (S. 207–239). Stuttgart: Kohlhammer.
- Glaubhaftigkeitsbegutachtung.
- Siegfried Willutzki und Joseph Salzgeber: Polygraphie: Möglichkeiten und Grenzen der psychophysiologischen Aussagebegutachtung.